# Вранештица
Вранештица (мкд. Вранештица) је насеље у Северној Македонији, у западном делу државе. Вранештица је била седиште и највеће насеље истоимене општине Вранештица, која је укинута и прикључена општини Кичево 2013. године.

## Географија
Насеље Вранештица је смештено у средишњем делу Северне Македоније. Од најближег већег града, Кичева, насеље је удаљено 12 km југоисточно.
Рељеф: Вранештица се налази у Доњекичевском крају, која обухвата средишњи део слива реке Треске. Село је положено изнад долине реке на северу и планине Баба Сач на југу. Надморска висина насеља је приближно 660 метара.
Клима у насељу је континентална.

## Историја
По статистици секретара Бугарске егзархије, 1905. године Вранештица је имала 960 становника, у целости православних Словена.

## Становништво
По попису становништва из 2002. године, Вранештица је имала 438 становника.
Претежно становништво у насељу су етнички Македонци (99%).
Већинска вероисповест у насељу је православље.